# Вольное (Красноградский район)
Вольное (укр. Вільне) — село, Поповский сельский совет, Красноградский район, Харьковская область, Украина.
Код КОАТУУ — 6323385703. Население по переписи 2001 года составляет 88 (40/48 м/ж) человек.

## Географическое положение
Село Вольное находится у истоков реки Вшивенькая, на расстоянии в 2 км расположены сёла Шкаврово и Ясная Поляна. В селе небольшой пруд. Через село проходит автомобильная дорога Т-2109.

## История
- 1920 — дата основания.

## Экономика
- Молочно-товарная и птице-товарная ферма.